# Raúl Albentosa Redal
Raúl Albentosa Redal (Alzira, 7 de setembre de 1988) és un exjugador de futbol professional valencià que jugava com a defensa central.

## Biografia
Nascut a Alzira, Albentosa va jugar als equips inferiors de l'Elx CF, debutant la temporada 2007-08 a la Tercera Divisió amb el filial de l'equip, l'Elx Il·licità. El 15 de juny va estrenar-se amb el primer equip, sortint com a titular en la derrota de l'Elx contra el Xerez CD per 1-0. L'agost de 2009, Albentosa va ser cedit al Caravaca CF. Posteriorment retornaria a l'Elx, jugant amb l'equip il·licità durant dues temporades a la Segona Divisió. Els següents anys, Albentosa no va aconseguir assentar-se en cap equip; va jugar a Tercera amb el Real Murcia Imperial, i a Segona B amb el San Roque i el Cadis CF.
El 21 de juliol de 2013 Albentosa fitxa per la SD Eibar, recent ascendida a la Segona Divisió. Allí va marcar el seu primer gol al futbol professional, el 2 de març següent, aconseguint el tercer gol en una victòria per 3-0 contra l'Sporting de Gijón. Albentosa va jugar 33 partits aquella temporada 2013-14, ajudant així a l'Eibar a pujar per primera vegada en la seva història a Primera Divisió.
El seu debut a primera divisió es va produir el 24 d'agost de 2014 en la victòria de l'Eibar per 1-0 contra la Reial Societat; el 19 de setembre següent, amb un cop de cap, va aconseguir el seu primer gol a la màxima categoria espanyola, en la victòria del seu equip per 0-2 davant de l'Elx CF.
El 9 de gener de 2015, diversos mitjans esportius van afirmar que el Derby County FC havia arribat a un acord amb el jugador valencià, segons el qual el conjunt anglès pagaria la clàusula de rescissió d'Albentosa, valorada en 600.000 euros, i firmarien un contracte per tres temporades i mitja.

## Palmarès
SD Eibar
- Segona Divisió (1): 2013–14